# Pam Tillis
Pamela Yvonne "Pam" Tillis (24 de julio de 1957) es una cantante y guitarrista estadounidense de música country. Es hija del famoso músico country Mel Tillis y de Doris Tillis. Ha ganado dos premios importantes: un Grammy en 1999 por la canción "Same Old Train" (junto a artistas como Clint Black, Merle Haggard, Emmylou Harris y Randy Travis) y un premio de la "Country Music Association" en 1994 por Mejor Vocalista Femenina.

## Discografía
- 1983: Above and Beyond the Doll of Cutey
- 1991: Put Yourself in My Place
- 1992: Homeward Looking Angel
- 1994: Sweetheart's Dance
- 1995: All of This Love
- 1998: Every Time
- 2001: Thunder & Roses
- 2002: It's All Relative: Tillis Sings Tillis
- 2007: RhineStoned
- 2007: Just in Time for Christmas
- 2012: Recollection
- 2013: Dos Divas